# Louis Wain
Pour les articles homonymes, voir Wain (homonymie).
 (décembre 2022).
Si vous disposez d'ouvrages ou d'articles de référence ou si vous connaissez des sites web de qualité traitant du thème abordé ici, merci de compléter l'article en donnant les références utiles à sa vérifiabilité et en les liant à la section « Notes et références ».
Louis Wain (né le 5 août 1860 à Londres et mort le 4 juillet 1939 dans la même ville) est un artiste britannique connu pour ses dessins représentant des animaux anthropomorphes, et en particulier des chats.
« He has made the cat his own. He invented a cat style, a cat society, a whole cat world. English cats that do not look and live like Louis Wain cats are ashamed of themselves. »
— H. G. Wells

« Le chat c'est lui. Il a créé un style de chat, une société de chats, tout un univers du chat. Les chats anglais dont l'apparence et le comportement ne ressemblent pas aux chats de Louis Wain n'ont pas de quoi être fiers. »

## Biographie

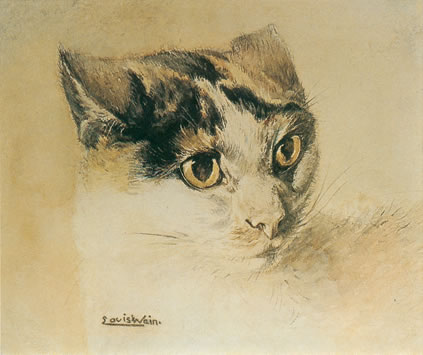
Dessin de chat.

Aîné et seul fils d'une famille de six enfants, il naît le 5 août 1860 dans le quartier de Clerkenwell à Londres, affecté d'un bec de lièvre. Sa mère est française, son père est commerçant en textiles et broderies. Un médecin a intimé à ses parents de ne pas l'envoyer à l'école avant ses dix ans. Il passe une grande partie de sa jeunesse à faire l'école buissonnière et à errer autour de Londres.
Il étudie à la West London School of Art (en) et y devient professeur. À la mort de son père, il doit subvenir aux besoins de sa famille. À 23 ans, il épouse la gouvernante de ses sœurs, qui est de dix ans plus âgée que lui. Peu de temps après, alors que sa femme Emily souffre d'un cancer, il apprend à son chat des tours pour la distraire.
En 1886, il publie dans The Illustrated London News sa première illustration de chats intitulé A Kittens Christmas Party (le Noël des chatons), puis il collabore au magazine pour enfants Little Folks.
Aucune de ses sœurs ne se marie et toutes, excepté la plus jeune qui a été internée à ses trente ans, restent vivre avec leur mère sur les revenus que leur procurent les dessins de leur frère.

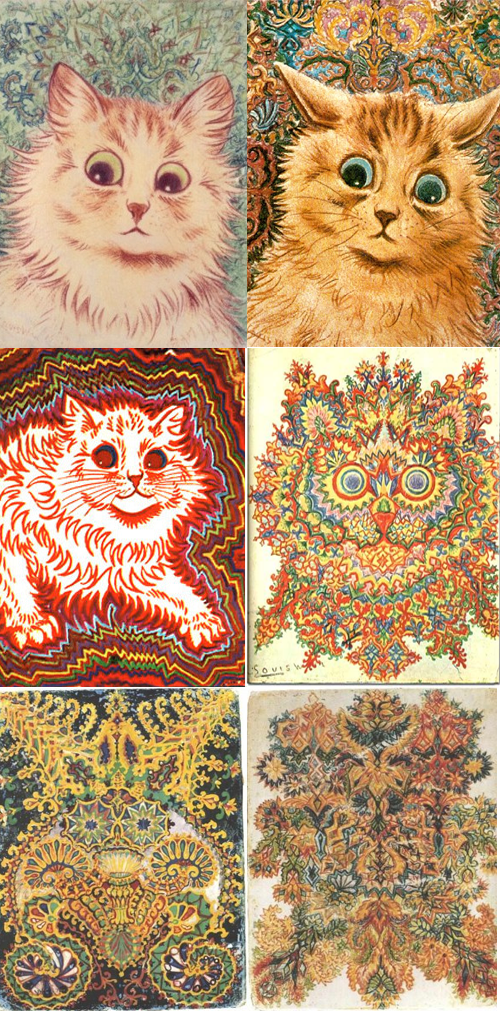
Différents styles de représentations de chats, réalisés par Louis Wain lors de ses différents séjours en institutions psychiatriques. L'ordre et l'état de complétion de ces réalisations sont inconnus

En 1907, il se rend à New York où il fournit des dessins à la presse. À son retour, il apprend le décès de sa mère. À cette époque, il commence à montrer des signes d'instabilité mentale et souffre ultérieurement de schizophrénie. En 1914, la chute d'un omnibus lui occasionne un choc à la tête qui le laisse dans le coma. En 1924, il est interné et change souvent d'hôpital jusqu'à sa mort.
En 2012 à l'ISSEI Conference à Nicosia Kevin van Eeckelen, docteur en lettres à l'Université de Gand, présente une analyse des tendances psychotiques qui apparaîtraient déjà dans les travaux de Louis Wain antérieurement au décès de sa mère, en se basant sur la théorie mimétique de René Girard.
Ses dessins se retrouvent par exemple sur les couvertures de la série de Lilian Jackson Braun, le Chat qui…, parue aux éditions 10/18.

## Œuvre

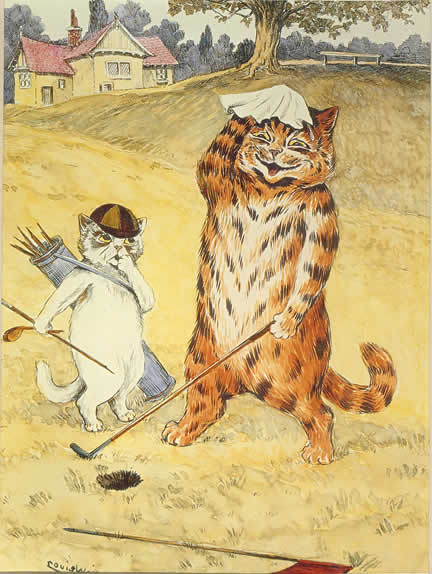
Chats

- Fun and frolic Vers par Clifton Bingham
- All Sorts of Comical Cats. Vers par Clifton Bingham London
- Fun at the Zoo. Vers par Clifton Bingham.

- Funny Favourites. 45 dessins à la plume et encre par Louis Wain. London. Ernest Nister.

## Filmographie
- 2021 : La Vie extraordinaire de Louis Wain (The Electrical Life of Louis Wain) de Will Sharpe, interprété par Benedict Cumberbatch.

### Sources
- (en) Cet article est partiellement ou en totalité issu de l’article de Wikipédia en anglais intitulé « Louis Wain » (voir la liste des auteurs).